# Onthophagus modestus
Onthophagus modestus är en skalbaggsart som beskrevs av Edgar von Harold 1862. Onthophagus modestus ingår i släktet Onthophagus och familjen bladhorningar. Inga underarter finns listade i Catalogue of Life.